# Apanteles tormina
Apanteles tormina är en stekelart som beskrevs av Nixon 1965. Apanteles tormina ingår i släktet Apanteles och familjen bracksteklar. Inga underarter finns listade i Catalogue of Life.